# Oļegs Laizāns
Oļegs Laizāns (* 28. März 1987 in Riga) ist ein lettischer Fußballspieler, der seit 2021 beim heimischen Zweitligisten FK Auda unter Vertrag steht.

## Karriere

### Verein
Oļegs Laizāns, der seine Karriere in seiner Heimatstadt bei Skonto Riga begann, sollte erstmals in der Saison 2005 in der höchsten Lettischen Spielklasse der Virslīga zum Einsatz kommen und als Profi debütieren. Der großgewachsene Mittelfeldspieler blieb für insgesamt 7 Spielzeiten bei Skonto unter Vertrag. Mit dem Verein, der von 1992 bis 2004 ununterbrochen den Meistertitel in Lettland gewinnen konnte, sprang für Laizāns nur eine Vizemeisterschaft in der Debütsaison 2005 heraus. In der Saison 2009/10 spielte Laizāns Leihweise beim polnischen Erstligisten Lechia Gdańsk, wo er allerdings nur sporadisch zum Einsatz kam. In der zweiten Saisonhälfte 2010 spielte er von Skonto aus beim lettischen Zweitligisten FB Gulbene, dem er mit vier Toren in sieben Spielen mitunter verhalf, dass dieser zum ersten Mal in der Vereinshistorie in die Virslīga aufsteigen konnte. In der Saison 2011 stand er beim FK Ventspils unter Vertrag und konnte nebst Lettischer Meisterschaft (wobei er als Stammspieler auf 30 Saisoneinsätze kam) auch den Lettischen Pokal gewinnen. Nach dem Saisonende in Lettland wechselte Laizāns während der Winterpause 2011/12 zum polnischen Erstligisten ŁKS Łódź, der sich zu diesem Zeitpunkt bereits im Abstiegskampfs befand. Für den Verein aus der drittgrößten Stadt Polens sollte er in der Rückrunde der Ekstraklasa 2011/12 neunmal zum Einsatz kommen, den Abstieg am Saisonende allerdings nicht verhindern. Im Juli 2012 unterschrieb er einen Vertrag bei FK Jenissei Krasnojarsk aus der russischen 1. Division. Dort verbrachte er drei Spielzeiten und wechselte zurück in seine Heimat und spielte hier erneut beim FK Ventspils und später für den Riga FC. Mit letzterem Klub gewann er weitere vier nationale Titel. Seit 2021 steht er beim Zweitligisten FK Auda unter Vertrag.

#### Nationalmannschaft
Nachdem er schon für die lettische U-21-Auswahl aktiv gewesen war, debütierte Oļegs Laizāns für die A-Nationalmannschaft im August 2011 im Länderspiel gegen Finnland, als er für Aleksandrs Fertovs eingewechselt wurde. Für die Auswahl seines Heimatlandes kam er seit 2011 auch in Qualifikationsspielen für Europa- und Weltmeisterschaften zum Einsatz. Im Jahr 2012 nahm er mit der Mannschaft am Baltic Cup in Estland teil. Durch zwei Siege über Litauen und Finnland konnte der insgesamt 21. Titel der lettischen Nationalmannschaft bei diesem Turnier gewonnen werden. Auch 2014 und 2016 war er am Sieg in diesem Wettbewerb beteiligt.

## Erfolge
Verein
- Lettischer Meister: 2011, 2018, 2019, 2020
- Lettischer Pokalsieger: 2011, 2018

Nationalmannschaft
- Baltic Cup: 2012, 2014, 2016